# Покровитель (фильм)
«Покровитель» (англ. The Protector, также известен под названием «Защитник») — криминальный боевик совместного американо-гонконгского производства с участием Джеки Чана. Вторая (после «Большой драки») и вновь неудачная его попытка проникнуть на американский кинорынок.

## Сюжет
Билли Вонг (Джеки Чан) — Нью-Йоркский полицейский родом из Гонконга. Он не остановится ни перед какой трудностью и опасностью, а чтобы поймать преступника он не побоится нарушать приказы начальства. После ночного дежурства он заезжает со своим напарником в кафе, которое решили ограбить несколько бандитов. Во время начавшейся перестрелки погибает напарник Вонга. Одержимый жаждой мести, он всё-таки настигает преступников, но за нарушение многочисленных полицейских правил получает лишь выговор от начальства.
Позже на элитном показе мод похищают дочь влиятельного миллионера. На этой же вечеринке Билли работал охранником вместе со своим новым напарником Горони (Дэнни Айелло). Им поручают найти девушку. Следы приводят их в Гонконг, где они узнают, что во всём этом замешаны крупные наркоторговцы.

## В ролях
| Актёр        | Роль               |
| ------------ | ------------------ |
| Джеки Чан    | детектив Билли Вон |
| Дэнни Айелло | Дэнни Гарони       |
| Мун Ли       | Су Лин             |
| Рой Чао      | Гарольд Ко         |
| Питер Ян     | Ли Хинг            |

## Съёмки
Специально для этого фильма продюсеры Дэвид Чан и Андре Морган предложили Джеки Чану изобразить своего персонажа как твердого, серьёзного и жестокого парня в стиле Клинта Иствуда. Джеки Чан с таким решением был не согласен, уверяя, что его поклонникам больше нравится его образ беззаботного и совсем не жестокого героя. Но фильм всё-таки был снят в стиле, предложенном продюсерами.
В Нью-Йорке снималась лишь малая часть уличных сцен и отдельные сцены в помещениях. Большая часть фильма снималась в Гонконге, даже открывающая сцена перестрелки в баре была снята в Гонконге.
На съёмках у Джеки Чана начались творческие разногласия с режиссёром Джеймсом Гликенхаусом. Джеки Чана поражал тот факт, что Гликенхаус тратил всего 4 дня на съёмку боевых сцен, в своих собственных фильмах Джеки Чан тратил не меньше двадцати дней на одну серьёзную драку. Даже в тех случаях, когда эпизод получался отвратительным (по мнению Джеки), Гликенхаус просто твердил: «Всё в порядке. Следующая сцена». Когда Джеки предлагал свою помощь в постановке сцен, Гликенхауз отказывался, не считаясь с «подопытным китайцем». В какой-то момент Чан даже ушёл из проекта, но вернулся по настоянию своего агента. К тому же он не мог разорвать контракт и был вынужден участвовать в фильме до конца.
Во время съёмок фильма Джеки Чан сломал кости пальцев и предплечье левой руки.

## Гонконская версия Джеки Чана
Джеки Чан был очень недоволен итоговым фильмом и, вернувшись в Гонконг и пригласив Дэнни Айелло и Билла Уоллеса, переснял многие сцены, а также вырезал некоторые из них, создав в итоге свою версию фильма.
Отличия гонконгкской версии от американской:
- Плёнка, на которой снимали новые сцены, была светлее той, на которой были отсняты сцены из американской версии фильма, поэтому было решено осветлить весь фильм после монтажа;
- Удалена сцена похорон Майкла;
- Сцены, в которых персонажи используют ненормативную лексику, были удалены либо переозвучены;
- В сюжет введена героиня, которую сыграла популярная азиатская певица и актриса Салли Е. Это стало возможным благодаря сценаристу Джеки Чана, Эдварду Тангу;
- Вырезана сцена с голой массажисткой в сауне;
- Вместо сцены с входом на склад вставлена комедийная сцена драки в тренажёрном зале;
- Добавлена сцена ещё одного боя на заводе;
- Полностью переснят финальный поединок на складе против Билли Уоллеса.

Чановская версия прошла относительно успешно в Гонконге, но во всём мире она осталась без внимания.

## Сборы
Несмотря на довольно большую рекламу, «Покровитель» провалился в американском прокате, собрав всего лишь $981 817.
Гонконгская версия фильма получилась коммерчески более успешной, собрав кассу в HK $13 917 612, что, однако, гораздо меньше по сравнению со всеми предыдущими работами Чана.

## Факты
- «Покровитель» — второй фильм, где Джеки Чан пользуется огнестрельным оружием (ранее он использовал оружие в фильме «Победители и грешники», однако из огнестрельного оружия пробовал стрелять ещё раньше — в фильме 1982 года «Лорд дракон» (сцена, где Дракон и Ковбой взяли в руки мушкет и случайно выстрелили в потолок)).